# アヨットのサンダーソン男爵
アヨットのサンダーソン男爵（英: Baron Sanderson of Ayot）は、イギリスの男爵、貴族。連合王国貴族爵位。

## 歴史
実業家ベイジル・サンダーソン(1894-1971)が1960年7月4日に連合王国貴族として「ハートフォード州ウェリンにおけるアヨットのサンダーソン男爵(Baron Sanderson of Ayot, of Welwyn in the County of Hertford)」に叙せられたことに始まる。1971年に初代男爵が死去すると、その息子アランが爵位を相続した。
2代男爵アラン(1931-2022)は襲爵と同時に、1963年貴族法に基づいて爵位一代放棄を行った。
その子の3代男爵マイケル(1959-)が男爵家現当主である。

## アヨットのサンダーソン男爵(1960年)
- 初代アヨットのサンダーソン男爵ベイジル・サンダーソン（英語版） (1894–1971)
- 第2代アヨットのサンダーソン男爵アラン・リンジー・サンダーソン (1931-2022) (1971年に爵位一代放棄)
- 第3代アヨットのサンダーソン男爵マイケル・サンダーソン（1959-)

爵位の推定相続人は、現当主のいとこにあたるベイジル・サンダーソン（1974-）。

## 系図
- 初代アヨットのサンダーソン男爵ベイジル・サンダーソン（英語版） (1894—1971)
  - アラン・リンジー・サンダーソン氏(元第2代男爵) (1931 - 2022) [1971年に爵位一代放棄]
    -   第3代アヨットのサンダーソン男爵マイケル・サンダーソン (1959 - )

  - マレー・リー・サンダーソン閣下 (1931 - 2017)
    - (1) ベイジル・サンダーソン閣下 (1974 - )